# 6139 Naomi
6139 Naomi (1992 AD1) là một tiểu hành tinh vành đai chính được phát hiện ngày 10 tháng 1 năm 1992 bởi A. Sugie ở Đài thiên văn Dynic.